# Núria Albó
Núria Albó Corrons (La Garriga, Barcelona, 1930) es una poetisa española en lengua catalana.

## Biografía
Núria Albó nació en La Garriga, Barcelona, el 2 de julio de 1930. Desde niña, a causa de la guerra, recibió desde casa su educación a manos de su madre, quien también educó a sus cinco hijos. Es en esta primera etapa en donde a Albó se le despierta el interés por la literatura. Principalmente leía en catalán y es pues así como su obra y su lectura es en dicha lengua en mayor medida.
En 1948 entró a la Universidad, la cual abandonó con el tiempo para casarse, más adelante retomó su carrera universitaria. Se licenció en Filosofía y Letras por la Universidad de Barcelona.
Tuvo cuatro hijos junto con su cónyuge Guillem Serra. En 1979 gana las elecciones municipales de su pueblo natal La Garrida y ocupó el cargo hasta 1987.
En 1948 empezó a estudiar Filosofía y Letras en la Universidad de Barcelona. Interrumpió los estudios pero los reemprendió más tarde y los terminó en 1962. Colaboró con la revista Inquietud de Vich.

## Obra

### Poesía
- La mà pel front (1962)
- Díptic (1972) con Maria Àngels Anglada.
- L’encenedor verd (1979)
- Encina y roble (?)

### Literatura infantil
1. Mare, què puc fer?, (1971).
2. El fantasma Santiago (1979)
3. Cucut, (1981)
4. Mixet, (1984)
5. Tanit, (1984)
6. Arfa, (1988).
7. Natàlia, (1994).
8. Gina, (1994)
9. Ariadna (1996)
10. Oriol (1998)
11. M'ho ha dit el vent, (2001)
12. Ingrid(2002)

### Novela
- Fes-te repicar (1979)
- Agapi mou (1980)
- Desencís (1980)
- Tranquil, Jordi, tranquil (1983)
- Grills (1983)
- Quan xiula el tren(1997)

## Reconocimientos
Núria Albó ganó su primer premio en el Certamen de Cantonigròs, con la narración 'Perquè veuran a Déu'.Desde el año 2010 la biblioteca municipal de La Garrida lleva el nombre de Núria Albó gracias a una iniciativa popular.